# Església de Santa Coloma Sasserra
Santa Coloma Sasserra és una antiga església parroquial del terme municipal de Castellcir, a la comarca del Moianès. Aquest edifici catalogat és al centre de l'antic poble d'hàbitat disseminat de Santa Coloma Sasserra, a la part central del territori d'aquest antic disseminat, al nord-nord-est del poble de Castellcir i al sud-est del de Collsuspina. Al seu nord-est hi ha la masia del Bonifet, just al nord, el Pla del Forn i a llevant, a la vall del torrent del Soler, es troba el Camp de la Terma.
Forma el petit nucli amb la Rectoria i la masia del Giol. Davant mateix de l'església, a migdia, hi ha el monumental roure del Giol.
De Santa Coloma Sasserra hi ha notícies els anys 956, 1109 i especialment entre els anys 1149 i 1160 en un lot de documents referents a Collsuspina fins a on arribava la seva parròquia. L'estat actual desmereix molt l'antiga fisonomia del conjunt. La datació romànica és vàlida pel que fa al campanar, del segle xi. L'absis, que és original del segle xii, va ésser bastant desfigurat. el segle XVII
L'església és d'una sola nau, amb torre-campanar adossada al mur nord. La façana és encarada a ponent i presenta un parament de grossos carreus molt ben treballat. La coberta és a dos vessants i l'accés es fa través d'un arc adovellat, a sobre del qual es troba un ull de bou que proporciona llum a l'interior del temple. El campanar és de planta quadrada amb coberta a quatre vessants. Al mur sud s'obre una petita capella.
Formaven aquesta parròquia la Rectoria i les masies de les Berengueres, el Bonifet, el Giol, Serracaixeta i la Torre de Serracaixeta, actualment dins del terme de Castellcir, les Closanes, les Comes de Santa Eugènia, el Gomar, Perers, els Plans del Toll, Puig-antic, el Toll i La Tuta, ara en el de Moià, Mirambell, el Soler de l'Espina i la Torre Estrada, en el de Balenyà i el Corral de la Rovira, en el de Centelles; tanmateix, la masia de les Berengueres passà a formar part més endavant de la parròquia de Sant Andreu de Castellcir. Entre les masies desaparegudes que hi pertanyien es pot esmentar la de Bolederes. També en forma part la urbanització de la Penyora. Al pla del davant de l'església de Santa Coloma es troba l'espectacular Roure del Giol, al sud-oest del qual hi ha les restes de la Domus de Santa Coloma.
- Santa Coloma Sasserra, respecte del terme de Castellcir
- Absis romànic de l'església